# عين عبدات

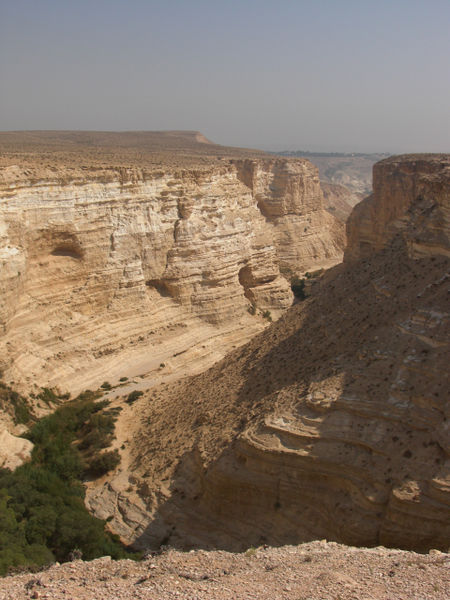
تلة عين عبده

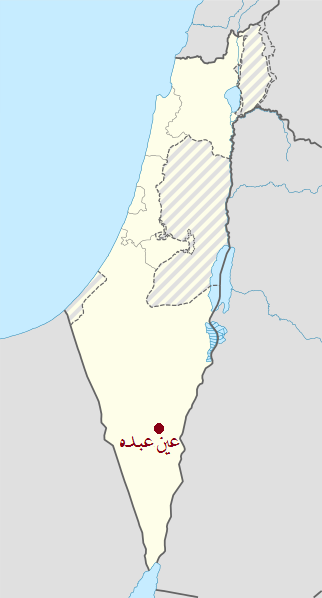
موقع عين عبده جنوب فلسطين

مدينة عين عبده أو يطلق عليها عبدات والتي تقع بالقرب من موقع عبدات التاريخي والأثري بمنطقة النقب.

## وصف المنطقة

موقع النقش

تكون في المنطقة مياه عين، في جريانها جدول ماء، وشلال يبلغ ارتفاعه حوالي 15 متر وبرك مياه صغيرة. الشلال ذاته يصب في بركة ماء يصل عمقها إلى حوالي ثمانية أمتار. وتنمو على طرفي الجدول أنواع كثيرة من النباتات وتكثر الغزلان بالقرب من المنطقة والتي ترد المياه للاستقاء. وأعلنت السلطة الوطنية للحدائق عن هذه المنطقة كمحمية طبيعية وحديقة وطنية، لذلك تتم زيارتها في أوقات محددة في اليوم وفي فترات خاصة. ويستمر مسار عين عبده بالقرب من مغائر كثيرة منتشرة في الوادي اتخذها الرهبان المسيحيون مناسك لهم في الفترة البيزنطية. وعمل الرهبان لفترات طويلة على نحت درجات إلى المناسك. وعُثر في المنطقة على آثار كنائس وأديرة مسيحية تعود إلى تلك الفترة. وسكنها الأنباط والكنعانيون وغيرهم من الأقوام. وتتميز المدينة بطرق الري بواسطة القنوات التي مدت من أعالي تلة عين عبده إلى السهول المحيطة بها.

## تسميتها
أطلق عليها هذا الاسم نسبة إلى الملك عبدات، وهو ملك نبطي حكم تلك المنطقة في تلك الايام. حتى انه يعتقد بان الملك عبدات الأول (96-85 قبل الميلاد) مدفون في تلك المنطقة.

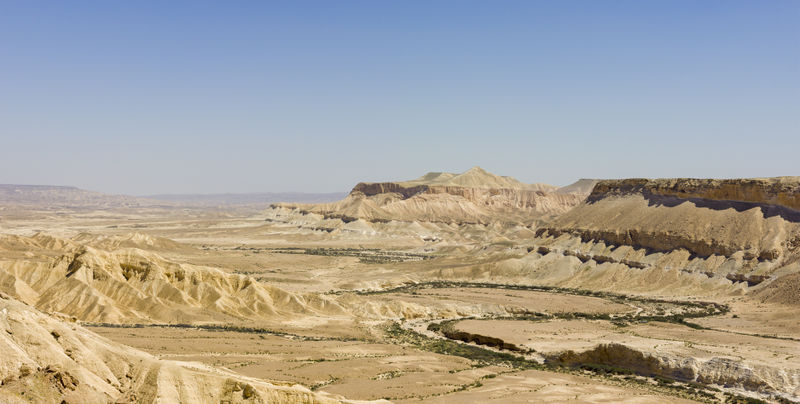
صورة لمنطقة عين عبدات من الاعلى

## اكتشافه
ان أول من أعلن اكتشاف نقش عين عبده هو إبراهيم نقب عام 1989، والذي صرح من خلال بانه تم اكتشاف هذا النقش في عام 1979 في عين عبدات (Ein Avdat) في صحراء النقب جنوب فلسطين. وذلك على بعد 5 كيلو تقريبا شمال عبدة وبالقرب من عين المريفق.

## تاريخه

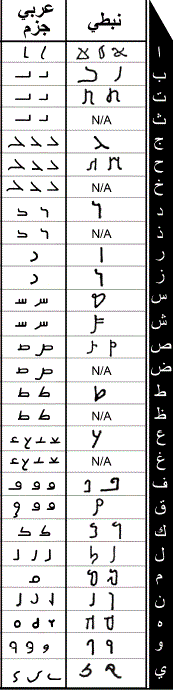
احرف اللغة النبطية وتفسيرها للغة العربية

ارخ النقش إلى فترة تسبق عام 150 ميلادية، وذلك عندما توقف أهل عبدة عن كتابة نقوشهم بالنبطية.

## لغته المكتوبة
كتب النقش باللغة الارامية والنبطية، حيث اعتمد جميع المفسرين لهذه اللغة على اثنان وعشرون حرفاً وتسع وعشرون صوتاً (حروف اللغة النبطية)، فبعض هذه الأحرف له صوتان وهي متشابة لدى هذه اللغة فيقال:

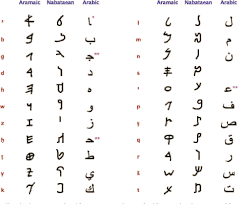
احرف اللغة النبطية

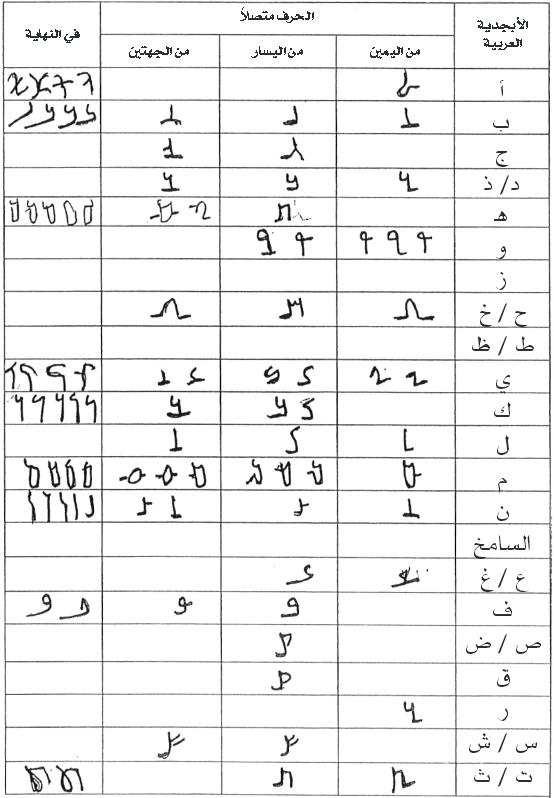
احرف اللغة النبطية من جميع الجهات

1. الدال، الذال.
2. الحاء، الخاء.
3. الطاء، الظاء.
4. العين، الغين.
5. الصاد، الضاد.
6. الشين، السين.
7. التاء، الثاء.

## مكوناته

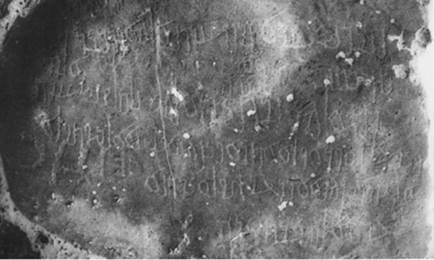
صورة من نقش عين عبده

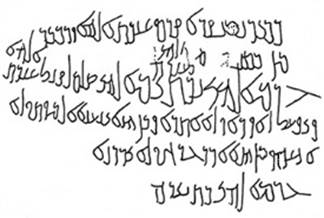
توضيح لنقش عين عبده

يحتوي هذا النقش على 6 سطور مكتوبة بالحروف النبطية، كتبت السطور الثلاثة الأولى والسطر السادس باللغة الارامية والبقية باللغة النبطية، حيث تم ترجمة هذا النقش من قبل العالم بلمي اواخر تسعينات القرن الماضي، والذي ترجم السطور الثلاثة الأولى على انها دعوة من قبل شخص اسمه «جرم الهي» للصلاة للاله عبدات ثم تلاها سطرين من الشعر العربي العمودي عن الموت، تم اسم الكاتب كتوقيع منه على ذلك وهو «جرم الهي».

## تفسيره
تم شرح وترجمة النقش من قبل العديد من المكتشفين، فقد شرح الغول حسب الاحرف النبطية هذا النقش كما في الصور التالية:

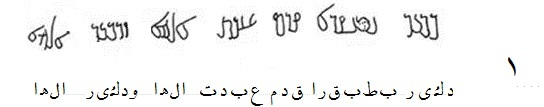
السطر الاول من النقش

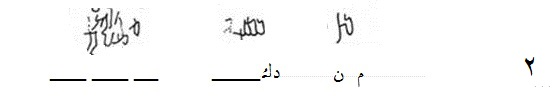
السطر الثاني من النقش

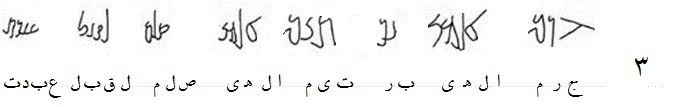
السطر الثالث من النقش

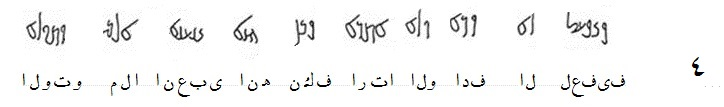
السطر الرابع من النقش

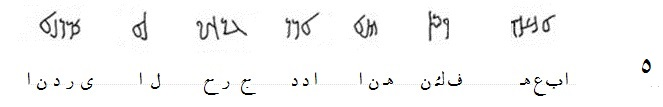
السطر الخامس من النقش

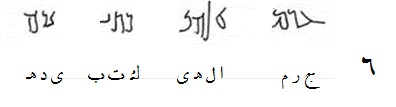
السطر السادس من النقش

والذي اعتمد في تفسيره على انه دعاء باللغة النبطية لقارئ النقش بان تبقى ذكراه طيبة، وبين ان الشخص الذي كتب النص قد اقام صنماً للاله عبده، وذلك للتعبد لها بالشفاء من الجروح والمكروه، حيث شرح النص كالتالي:
1. مذكور بخير القارئ قدام عبدة الاله مذكور
2. من.............................. اقام
3. جرم الله ابن تيم الله قدام عبدة الاله
4. فيفعل لافدى ولا اثرا فكان ان يبغنا الموت لا
5. ابغه فكان ان راد جرح لا يردنا
6. جرم الله كتب بيده

وترجمه «ناقه» والتي استخدمها كذلك «بلمي»، مستعينين بالاحرف النبطية، ترجموها كالاتي:
1. ذكير بطب قرا قدس عبدت الها وذكير
2. من....................
3. جرم الهي بر تيم الهي صلم لقبل عبدت الها
4. فيفعلوا لافدا ولا اثرا فكن هنا يبغنا الموتو لا
5. ابغه فكن هنا ارد جرحه لا يردنا
6. جرم الهي كتب يده

حيث اعتقد كلا المترجمان (نافة وبلمي) ان شخصا يدعى (جرم الهي) اراد حماية نفسه من الموت بعد اصابته بجرح خطير، وبعد نجاته بنى صنم للاله عبده ودعى للصلاة له معتقدا بانه سبباً لنجاته.
وترجم «نافة» نص الشعر العربي في النقش بانه: فيفعل لافدا ولا اثرا. فكان ان يبغنا الموت لا ابغه. فكان ان اراد جرح لا يردنا
وفسره «نافة» بانه، معتمداً على تحويل كلمة ادد للفعل اراد: يفعل (الاله عبدات) ليس لمكافاة أو تفضيل. وعندما يقصدنا الموت لا تدعه يقصدني. وعندما يصيب مرض أو جرح لاتدعه يصيبنا.
وترجم بلمي نفس التفسير الذي قدمه نافة مع اختلاف بسيط في الترجمة، حيث ترجم النص كالتالي، والذي اعتمد في تفسيره على قول الزمخشري في ترجمة كلمة ادد بمعنى تلوث : فيفعل لا فدا ولا اثرا. فكان هنا لايبغنا الموت لا ابغاه. فكان هنا اداد جرح لا يردنا
والذي فسره كالتالي: لانه (الاله عبدات) يفعل فعله بدون مكافاة أو تفضيل. وهو عندما حاول الموت ان ياخذنا لم يدعه ياخذنا. إذا عندما تلوث جرح لنا لم يدعه يفنينا.
وفسره المستشرق الأمريكي هويلاد بطريقة مختلفة قليلاً كالتالي: لانه (الاله عبدات) يفعل بدون مكافاة أو تفضيل بالمقابل. رغم ان الموت قصدنا كثيراً الا انه لم يسمح له من الوصول الينا. رغم اصابتي بجروح كثيرة الا انه منعها من تدميري.
وقدم الكثير من الترجمة والتفسير لهذا النقش كان من اخرها عام 2013، وعلى يد سعدالدين أبو الحب، والذي قدم ترجمة وتفسير جديد نوعا ما للنص، معتمداً بذلك على اكتشافات جديدة في قراءة النص ، حيث ترجم النص كالاتي:
1. ذكير لمنقرا قدس عبدت الها وذكير
2. من..............................
3. جرم الهي بر تيم الهي صلم لقبل عبدت الها
4. فيفعلوا لافدا ولا اثرا فكن هنا يبغنا الموتو لا
5. ابغوه من هنا ادد جرحو لا يردنا
6. جرم الهي كتب يده

وترجم النص بانه: فيفعل لا فدا ولا اثرا. فكان هنا يبغنا. الموت لا ابغه من هنا. ادد جرح لايردنا
وتفسير ذلك: بان الموت امر حتميلايمكن منعه بفدية، فهو يبتغينا ويبلغنا جميعاً في حياتنا، الا انني لا اريده أو ابتغيه من هذه الحياة فهو فعل عجيب، جرح لا يميتنا أو يفنينا حقاً أو هو ايذاء لا غير جرح لا يميتنا أو يفنينا حقاً أو اذ هو ليس الا جرح لا يميتنا أو يفنينا حقاً.

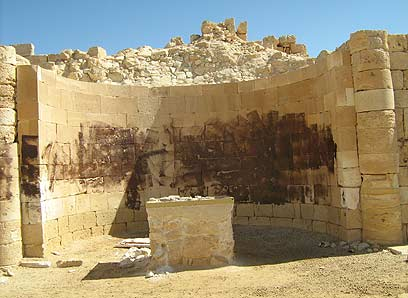
مكان النقش